# Nomeco
Nomeco A/S er en af to godkendte danske lægemiddelgrossister, der sælger medicin og andre varer til de danske apoteker og sygehusapoteker. Endvidere er Nomeco A/S service- og kompetencecenter for lægemiddelindustrien og varetager pre-wholesale. Nomeco A/S ejer datterselskabet Specific Pharma, der tager sig af ikke-registrerede specialiteter og medicin til brug i kliniske forsøg.
Nomeco blev grundlagt i 1991 som følge af en fusion mellem de to medicinalgrossister Mecobenzon A/S og Nordisk Droge og Kemikalie A/S, som blev grundlagt i henholdsvis 1919 og 1903.
Nomeco beskæftiger omkring 680 medarbejdere.

## Eksterne kilder og henvisninger
Nomecos hjemmeside
| Apoteksvæsen | Spire Denne artikel om apoteksvæsen er en spire som bør udbygges. Du er velkommen til at hjælpe Wikipedia ved at udvide den. |

55°38′51.0″N 12°32′17.0″Ø / 55.647500°N 12.538056°Ø